# Cheirostylis yunnanensis
Cheirostylis yunnanensis är en orkidéart som beskrevs av Robert Allen Rolfe. Cheirostylis yunnanensis ingår i släktet Cheirostylis och familjen orkidéer. Inga underarter finns listade i Catalogue of Life.